# Swamibagh
Swamibagh là một thị xã và là một nagar panchayat của quận Agra thuộc bang Uttar Pradesh, Ấn Độ.

## Nhân khẩu
Theo điều tra dân số năm 2001 của Ấn Độ, Swamibagh có dân số 1909 người. Phái nam chiếm 52% tổng số dân và phái nữ chiếm 48%. Swamibagh có tỷ lệ 80% biết đọc biết viết, cao hơn tỷ lệ trung bình toàn quốc là 59,5%: tỷ lệ cho phái nam là 82%, và tỷ lệ cho phái nữ là 77%. Tại Swamibagh, 9% dân số nhỏ hơn 6 tuổi.